# George Taplin
George Taplin  (geb. 24. August 1831 in Kingston upon Thames, Surrey; gest. 24. Juni 1879 in Raukkan) war ein englischer kongregationalistischer Pfarrer, der als Missionar bei den Aborigines in Australien arbeitete und mit ethnologischen Beiträgen hervortrat. Er war ein früher Beobachter und Student der Sprache des Stammes der Narrinyeri (Ngarrindjeri) am Lower Murray.

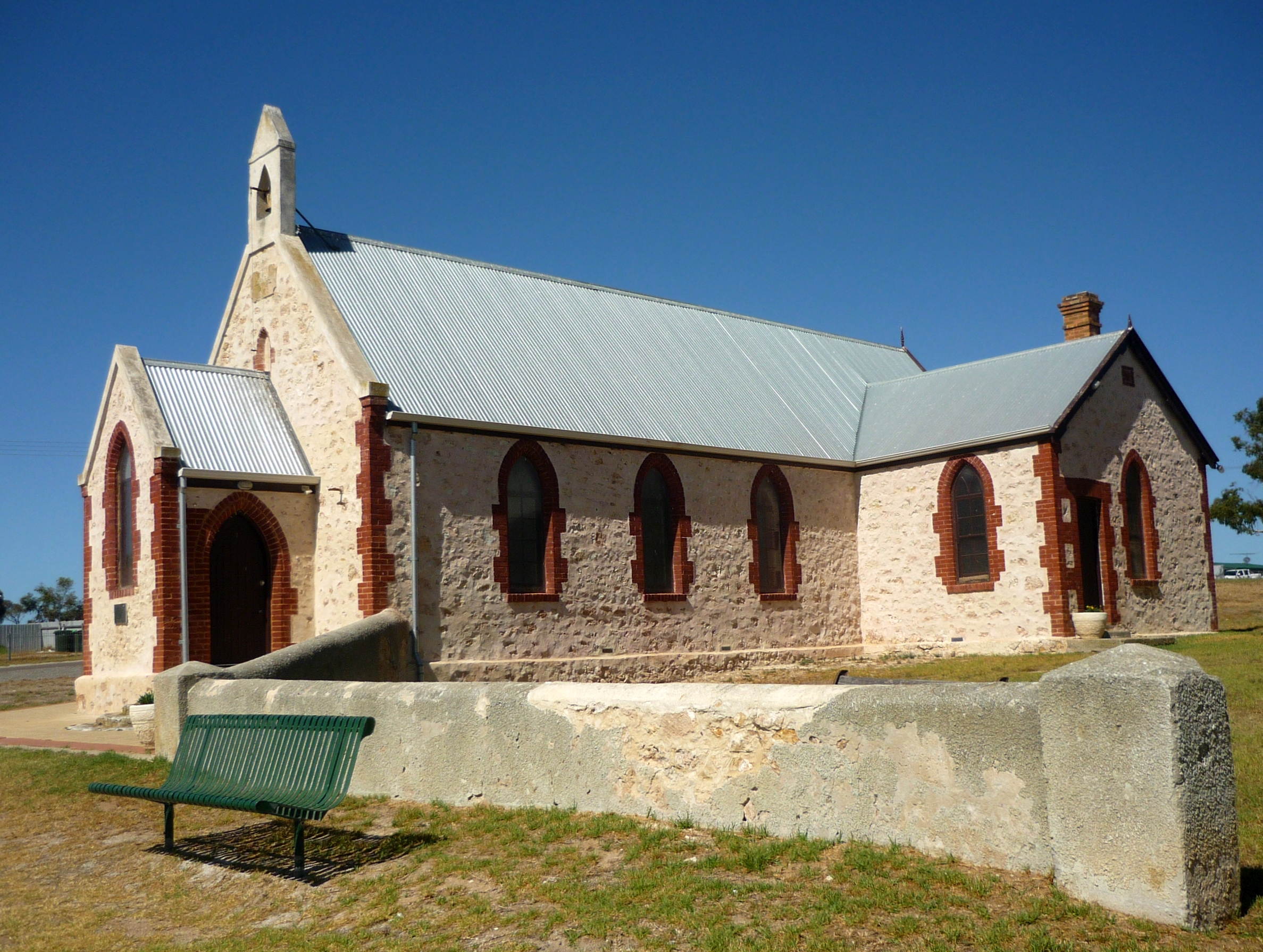
Kirche in Raukkan, Coorong District Council, South Australia

## Leben
George Taplin wanderte 1849 nach Australien aus und arbeitete zuerst als Bürogehilfe, ließ sich aber ab 1851 zum Missionar ausbilden. 1853 heiratete er Martha Burnell und wurde so der Schwager von George Burnell (1830–1894). Ab 1859 arbeitete Taplin an der von der Aborigines' Friends' Association an den Ufern des Lake Alexandrina für die Ureinwohner der Lower Lakes neu gegründeten Missionsstation Point McLeay Mission als Missionslehrer. 1868 wurde er ordiniert.
Er lernte die Sprache, predigte in ihr und übersetzte Bibeltraktate in sie. Er veröffentlichte unschätzbare anthropologische Studien, die den zeitgenössischen Arbeiten über die südaustralischen Aborigines weit überlegen waren. Seine Abhandlungen über Philologie und Ethnologie fanden in Australien und im Ausland großen Anklang.
Taplin war beeindruckt von der Verwendung von Bildern und Gleichnissen in den Liedern der Aborigines. Er übersetzte einen Text, The Railway Train (Der Eisenbahnzug), des Stammes der Narrinyeri am Lower Murray wie folgt:
You see the smoke at Kapunda, 

The steam puffs regularly, 

Showing quickly, it looks like frost, 

It runs like running water,

It blows like a spouting whale. 

(in ungefährer deutscher Übersetzung:)

Du siehst den Rauch in Kapunda, 

Der Dampf pufft regelmäßig, 

Er zeigt sich schnell, er sieht aus wie Frost, 

Er verläuft wie fließendes Wasser, 

Es pustet wie ein blasender Wal.
Taplins Abhandlung „The Narrinyeri“ fand Aufnahme in dem Sammelband Native tribes of South Australia; with an introductory chapter by J. D. Woods (1879), der ersten offiziellen ethnografischen Untersuchung von Südaustralien.
Taplin starb 1879 erschöpft in Raukkan an einem Herzleiden, überlebt von seiner Frau und sechs Kindern. Er wurde auf dem Dorffriedhof beigesetzt. Sein Sohn Frederick William Taplin (1853-1889) folgte ihm als Superintendent der Mission.

## Publikationen
- The Narrinyeri: An account of the tribes of South Australian Aborigines inhabiting the Country around the Lakes Alexandrina, Albert, and Coorong, and the Lower Part of the River Murray: their Manners and Customs, also an Account of the Mission at Port Macleay. Adelaide: J.T. Shawyer, Printer, 1874
- The folklore, manners, customs, and languages of the South Australian aborigines, gathered from inquiries made by authority of South Australian Government. Adelaide, 1879.
- The Narrinyeri. In: James Dominick Woods: Native tribes of South Australia. 1879. Digitalisat
- Grammar of the Narrinyeri tribe of Australian Aborigines. Adelaide: E. Spiller, Govt. Printer, 1880 (Grammatik der Sprache der Ngarrindjeri in der Region um den Seen Alexandrina, Albert und Coorong)